# Xã Mineral, Quận Venango, Pennsylvania
Xã Mineral (tiếng Anh: Mineral Township) là một xã thuộc quận Venango, tiểu bang Pennsylvania, Hoa Kỳ. Năm 2010, dân số của xã này là 538 người.